# RAN Women’s Sevens 2019
Rugby Americas North Women’s Sevens 2019 – piętnaste mistrzostwa strefy RAN w rugby 7 kobiet, oficjalne międzynarodowe zawody rugby 7 o randze mistrzostw kontynentu organizowane przez Rugby Americas North mające na celu wyłonienie najlepszej żeńskiej reprezentacji narodowej w tej dyscyplinie sportu w strefie RAN, które odbyły się wraz z turniejem męskim w George Town w dniach 6–7 lipca 2019 roku. Areną zmagań był Truman Bodden Stadium. Turniej służył również jako kwalifikacja do turnieju rugby 7 na Letnich Igrzyskach Olimpijskich 2020.

## Informacje ogólne
Cayman Rugby Football Union otrzymał prawa do organizacji turnieju w lutym 2019 roku. Uczestniczące zespoły oraz format zawodów ogłoszono pod koniec maja 2019 roku, zaś harmonogram spotkań w kolejnym miesiącu. W mistrzostwach wzięło udział sześć zespołów, które w ciągu dwóch meczowych dni rywalizowały systemem kołowym w ramach jednej grupy, następnie czołowa dwójka zmierzyła się w finale, dwie kolejne walczyły o brąz, pozostałe dwie zaś o miejsce piąte. Stawką mistrzostw prócz medali były także dwa miejsca w turnieju barażowym do LIO 2020.
Jedyną drużyną z kompletem zwycięstw w pierwszym dniu była Jamajka, które dobrą passę utrzymały do końca fazy grupowej. W finale Meksykanki zrewanżowały się im jednak za porażkę w pierwszej fazie zdobywając tym samym trzeci tytuł z rzędu
.
Zawody były transmitowane w Internecie na oficjalnym kanale YouTube federacji.

## Faza grupowa
| 6 lipca 201910:00 | Meksyk | 17:5 | Saint Lucia | Truman Bodden Stadium, George Town Sędzia: Tyler Anne Miller |
| 6 lipca 201910:00 |        | 17:5 |             | Truman Bodden Stadium, George Town Sędzia: Tyler Anne Miller |

| 6 lipca 201910:22 | Trynidad i Tobago | 34:0 | Bahamy | Truman Bodden Stadium, George Town Sędzia: Gray O'Dwyer |
| 6 lipca 201910:22 |                   | 34:0 |        | Truman Bodden Stadium, George Town Sędzia: Gray O'Dwyer |

| 6 lipca 201910:44 | Jamajka | 55:0 | Bermudy | Truman Bodden Stadium, George Town Sędzia: Julianne Zussman |
| 6 lipca 201910:44 |         | 55:0 |         | Truman Bodden Stadium, George Town Sędzia: Julianne Zussman |

| 6 lipca 201912:34 | Saint Lucia | 17:5 | Trynidad i Tobago | Truman Bodden Stadium, George Town Sędzia: Justin Colgan |
| 6 lipca 201912:34 |             | 17:5 |                   | Truman Bodden Stadium, George Town Sędzia: Justin Colgan |

| 6 lipca 201912:56 | Meksyk | 37:0 | Bermudy | Truman Bodden Stadium, George Town Sędzia: Clifton Garret |
| 6 lipca 201912:56 |        | 37:0 |         | Truman Bodden Stadium, George Town Sędzia: Clifton Garret |

| 6 lipca 201913:18 | Jamajka | 36:5 | Bahamy | Truman Bodden Stadium, George Town Sędzia: David Sherwin |
| 6 lipca 201913:18 |         | 36:5 |        | Truman Bodden Stadium, George Town Sędzia: David Sherwin |

| 6 lipca 201915:30 | Jamajka | 20:5 | Saint Lucia | Truman Bodden Stadium, George Town Sędzia: Julianne Zussman |
| 6 lipca 201915:30 |         | 20:5 |             | Truman Bodden Stadium, George Town Sędzia: Julianne Zussman |

| 6 lipca 201915:52 | Bahamy | 10:15 | Bermudy | Truman Bodden Stadium, George Town Sędzia: David Sherwin |
| 6 lipca 201915:52 |        | 10:15 |         | Truman Bodden Stadium, George Town Sędzia: David Sherwin |

| 6 lipca 201916:14 | Meksyk | 15:15 | Trynidad i Tobago | Truman Bodden Stadium, George Town Sędzia: Gray O'Dwyer |
| 6 lipca 201916:14 |        | 15:15 |                   | Truman Bodden Stadium, George Town Sędzia: Gray O'Dwyer |

| 7 lipca 201910:58 | Meksyk | 36:5 | Bahamy | Truman Bodden Stadium, George Town Sędzia: Clifton Garret |
| 7 lipca 201910:58 |        | 36:5 |        | Truman Bodden Stadium, George Town Sędzia: Clifton Garret |

| 7 lipca 201911:20 | Trynidad i Tobago | 7:29 | Jamajka | Truman Bodden Stadium, George Town Sędzia: Nehuen Rivero |
| 7 lipca 201911:20 |                   | 7:29 |         | Truman Bodden Stadium, George Town Sędzia: Nehuen Rivero |

| 7 lipca 201911:42 | Bermudy | 0:27 | Saint Lucia | Truman Bodden Stadium, George Town Sędzia: Ryan Hinkson |
| 7 lipca 201911:42 |         | 0:27 |             | Truman Bodden Stadium, George Town Sędzia: Ryan Hinkson |

| 7 lipca 201913:32 | Bahamy | 0:19 | Saint Lucia | Truman Bodden Stadium, George Town Sędzia: Justin Colgan |
| 7 lipca 201913:32 |        | 0:19 |             | Truman Bodden Stadium, George Town Sędzia: Justin Colgan |

| 7 lipca 201913:54 | Trynidad i Tobago | 27:0 | Bermudy | Truman Bodden Stadium, George Town Sędzia: David Sherwin |
| 7 lipca 201913:54 |                   | 27:0 |         | Truman Bodden Stadium, George Town Sędzia: David Sherwin |

| 7 lipca 201914:16 | Meksyk | 7:24 | Jamajka | Truman Bodden Stadium, George Town Sędzia: Clifton Garret |
| 7 lipca 201914:16 |        | 7:24 |         | Truman Bodden Stadium, George Town Sędzia: Clifton Garret |

## Faza pucharowa

### Mecz o miejsca 1–2
| 7 lipca 201916:56 | Jamajka | 15:19 | Meksyk | Truman Bodden Stadium, George Town |
| 7 lipca 201916:56 |         | 15:19 |        | Truman Bodden Stadium, George Town |

### Mecz o miejsca 3–4
| 7 lipca 201916:12 | Saint Lucia | 22:0 | Trynidad i Tobago | Truman Bodden Stadium, George Town |
| 7 lipca 201916:12 |             | 22:0 |                   | Truman Bodden Stadium, George Town |

### Mecz o miejsca 5–6
| 7 lipca 201915:50 | Bermudy | 5:22 | Bahamy | Truman Bodden Stadium, George Town |
| 7 lipca 201915:50 |         | 5:22 |        | Truman Bodden Stadium, George Town |

## Klasyfikacja końcowa
| Miejsce | Reprezentacja     | Uwagi                      |
| ------- | ----------------- | -------------------------- |
| 1       | Meksyk            | awans do baraży o LIO 2020 |
| 2       | Jamajka           | awans do baraży o LIO 2020 |
| 3       | Saint Lucia       | -                          |
| 4       | Trynidad i Tobago | -                          |
| 5       | Bahamy            | -                          |
| 6       | Bermudy           | -                          |